# Новохохловская (платформа, Курское направление МЖД)
Новохохло́вская — остановочный пункт линии МЦД-2 Московских центральных диаметров на Курском направлении Московской железной дороги в Москве. Образовывает транспортно-пересадочный узел со станцией Новохохловская Московского центрального кольца. Конструкция в форме стеклянного куба соединена с городом прозрачной галереей перехода.
Сооружалась за счёт средств ОАО «РЖД». Была введена в эксплуатацию 6 сентября 2018 года. Изначально остановку имело ограниченное количество электропоездов из-за того, что она не была предусмотрена действующим графиком. На 2022 год на платформе останавливаются абсолютно все проходящие её пригородные поезда (что обусловлено пересадкой на одноимённую станцию МЦК).
Находится в Нижегородском районе между платформами Калитники и Текстильщики в 5 км от Курского вокзала на Курском направлении Московской железной дороги.

## Характеристика
Остановочный пункт включает островную пассажирскую платформу и надземный переход, посредством которого может осуществляться выход в город и пересадка на МЦК. Платформа оборудована лавками, энергосберегающим освещением и навигационными стелами. Наземный вестибюль станции выполнен в виде двухэтажного здания из металлоконструкций со стеклянным фасадом. Предусмотрена «безбарьерная» среда, включая эскалаторы и лифт для маломобильных граждан.
Общая площадь остановочного пункта и ТПУ составляет 1580 квадратных метров. Платформа интегрирована с одноимённой платформой Московского центрального кольца. Остановочные пункты связывает остеклённый надземный пешеходный переход и короткий проход по улице, частично оборудованный навесами.
Островная платформа строилась к западу от существующих двух главных путей перегона. Перед открытием оба главных пути были переложены на новые оси. На оставшемся месте планируется прокладка третьего и четвёртого главных путей.

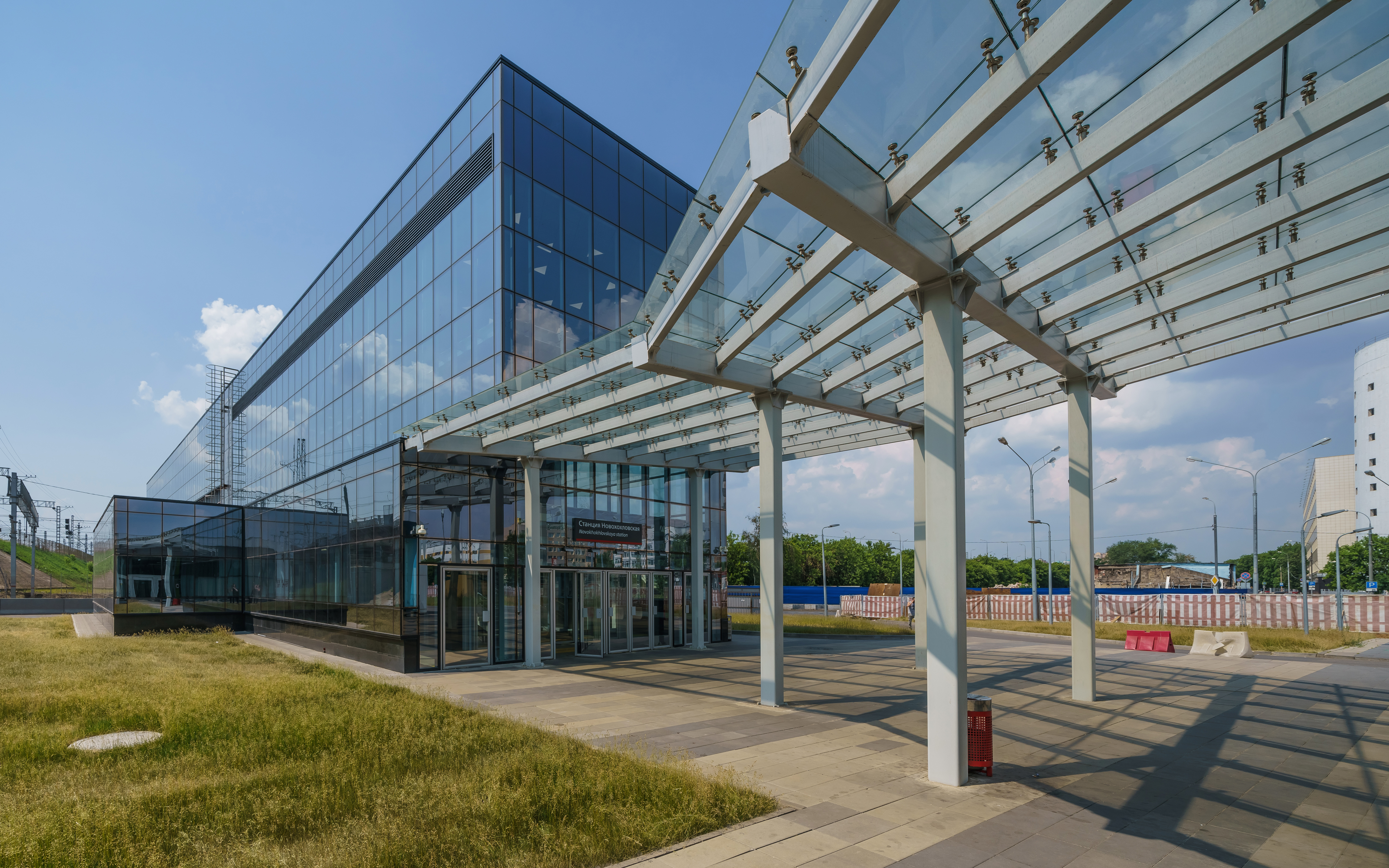
Вестибюль
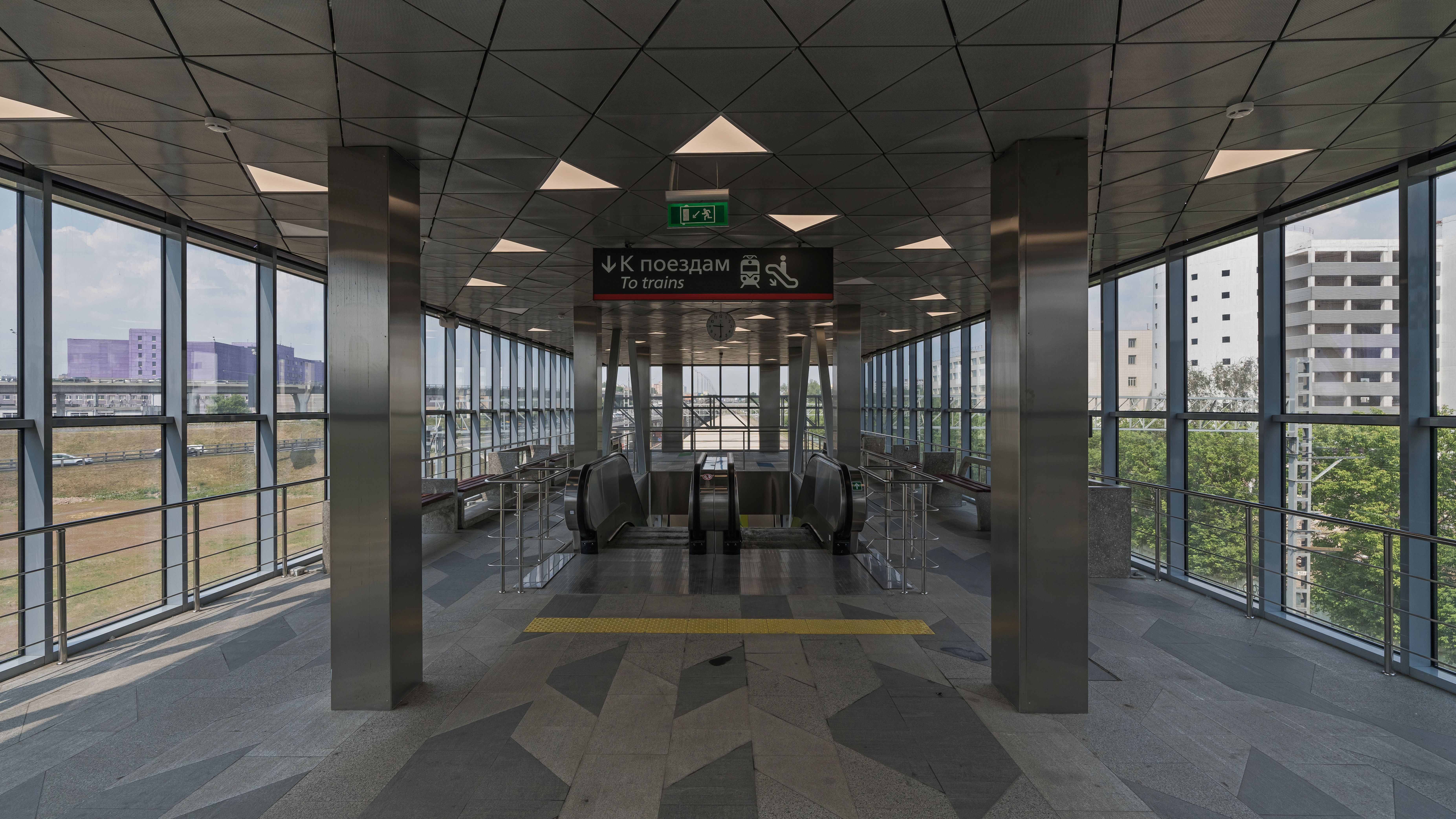
Интерьер верхнего уровня вестибюля
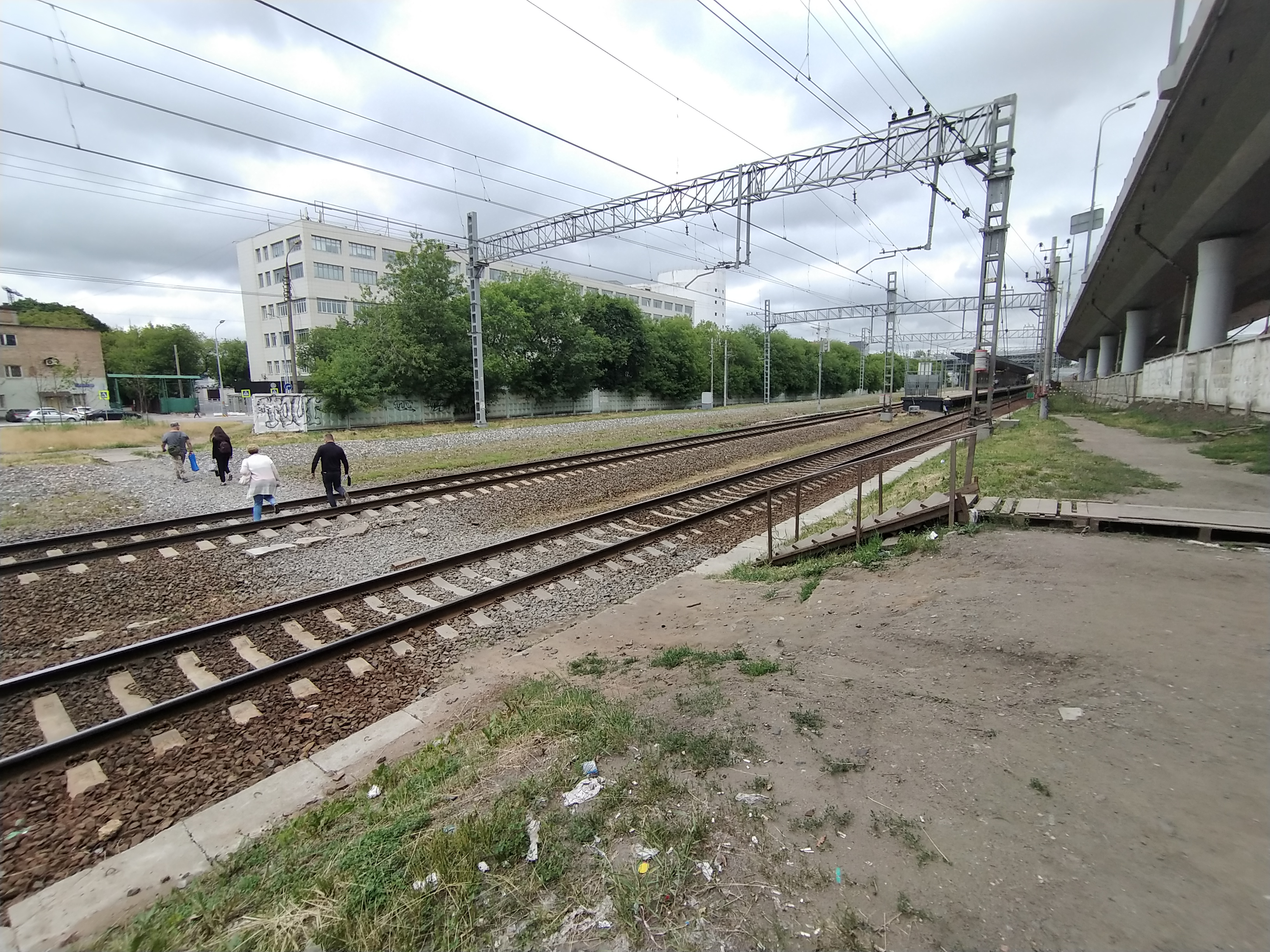
Железнодорожные пути рядом с платформой

## Наземный общественный транспорт
На этой станции можно пересесть на следующие маршруты городского пассажирского транспорта:
- Автобусы: с755